# Karl Braun (politiker)

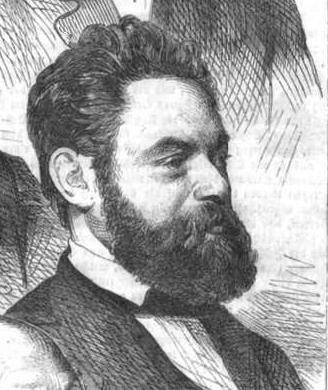
Karl Braun (politiker)

Karl Braun, född den 20 mars 1822 i Hadamar, Hertigdömet Nassau död den 14 juli 1893 i Freiburg im Breisgau, var en tysk politiker och skriftställare.
Braun, som till yrket var advokat, tillhörde 1848-1866 Hertigdömet Nassaus andra kammare, 1858-1863 såsom dess president, och 1867-1887 nordtyska riksdagen och tyska riksdagen, där han en tid var en av ledarna av det nationalliberala partiet, men 1880 slöt sig till det secessionistiska och 1884 till det tyskfrisinnade partiet. 
Braun var en ivrig förespråkare för frihandel, deltog i stiftandet av den nationalekonomiska kongressen och var sedan 1859 dess ständige president. 
Hans viktigaste skrifter var Bilder aus der deutschen Kleinstaaterei (2 band 1869) och Die Wisbyfahrt (1882). Från 1888 gav han ut Vierteljahrsschrift für Volkswirthschaft.
Anonymt gav han ut Randglossen zu den politischen Wandlungen der letzen Jahre (1879), tillsammans med flera andra arbeten, där han agiterade för enhetsstat och ekonomisk frihet.